# Hernando Alonso
Hernando Alonso (Moguer, 1461 – México, 1528) fue uno de los conquistadores de México.

## Biografía
Nacido probablemente en Moguer, donde ejerció como herrero años antes de embarcarse para ”hacer las Indias”. Posiblemente participó en la conquista de Cuba, ya que en Cuba fue donde Diego Velázquez de Cuéllar le otorgó una concesión para vender carne en Santiago de Cuba. En 1520 se alistó en el ejército a las órdenes de Pánfilo de Narváez; pero cuando llegó a México participó de la conquista del territorio, destacando en la construcción de los bergantines utilizados en el asedio y conquista de Tenochtitilan. Posteriormente pasó a formar parte del grupo de Gonzalo de Sandoval en Pánuco en 1523 y en las campañas de Guanajuato en los años 1525 y 1526, donde se fundó primer asentamiento español en el actual territorio del estado fue Acámbaro, el 19 de septiembre de 1526.
En Ciudad de México emprendió un negocio de compra-venta de carne de cerdo y ternera ya que tenía una encomienda en Actopan. 
Después se casó con Beatriz de Ordaz, hermana de Diego de Ordaz. Posteriormente se volvió a casar con Ana y luego con Isabel de Aguilar. En 1528 el dominico Vicente de Santa María lo acusó de practicar el judaísmo, por lo que lo sometieron a torturas hasta confesar su bautismo judío, por lo que lo condenaron y quemaron en público en el año 1528.